# Спастер (озеро)
Спастер — озеро в Маевской волости Новосокольнического района на границе с Пустошкинским районом Псковской области.
Площадь — 1,3 км² (126,2 га; с островами — 171,7 га). Максимальная глубина — 10,0 м, средняя глубина — 6,0 м.
На берегу озера расположены деревни: Спастер и Андронково.
Проточное. Относится к бассейну реки Уща (с которой соединено реками Спастерка, Каменка, озером Максимовец и протокой) — притока Дриссы, впадающей в свою очередь в реку Западная Двина.
Тип озера лещово-уклейный с судаком. Массовые виды рыб: лещ, щука, плотва. уклея, окунь, густера, ерш, судак, красноперка, карась, линь, налим, язь, бычок-подкаменщик, пескарь, вьюн, щиповка; широкопалый рак (продуктивность ниже средней).
Для озера характерны: в литорали — песок, камни, глина, заиленный песок, в центре — ил, песок, заиленный песок, камни, на берегу — луга, огороды, кусты.

## Топографические карты
- Лист карты O-35-132-D — ФГУП «ГОСГИСЦЕНТР»
- Лист карты O-35-144-B — ФГУП «ГОСГИСЦЕНТР»